# PopMatters
PopMatters es una revista en línea internacional de críticas culturales que cubre diversos aspectos de la cultura popular. PopMatters publica críticas, entrevistas, y ensayos detallados de diversos productos y expresiones culturales tales como música, televisión, cine, libros, videojuegos, historietas, deportes, teatro, artes visuales, viajes, e Internet.

## Historia
PopMatters fue fundado por Sarah Zupko, quien anteriormente había creado el sitio de fuentes de estudios culturales académicos PopCultures.com. PopMatters fue lanzado en 1999 como un sitio hermano que proveía ensayos originales, revisiones y críticas de varios productos de medios. Con el paso del tiempo, el sitio pasó de ser una publicación semanal a una revista publicada cada cinco días, expandiendo la publicación de críticas y columnas. En 2005, la lectoría mensual superó el millón.
Desde 2006 en adelante, PopMatters produjo varias columnas sindicalizadas para periódicos de McClatchy-Tribune. En 2009 existen cuatro columnas diferentes de cultura popular cada semana.

## Equipo
PopMatters no emplea ni contrata a los escritores de su sitio, pero publica contenido de sus contribuidores en todo el mundo, ubicados en seis continentes y diversos países. Su equipo humano incluye escritores de diversa índole, desde académicos y periodistas profesionales hasta profesionales no relacionados con el periodismo y escritores principiantes. Muchos de sus escritores han sido destacados en varios campos de estudio.
PopMatters también alberga un creciente número de blogs, incluyendo:
- "Sound Affects", un blog de críticas de música editado por Sarah Zupko.
- "Moving Pixels", un vistazo al arte de los videojuegos por G. Christopher Williams.
- "Peripatetic Postcards", un blog de viajes por Todd Joseph Miles Holden.
- "Marginal Utility", ensayos sobre la cultura de consumo por Rob Horning.
- "Crazed by the Music", informes y discusiones acerca de la industria de la música por Jason Gross.
- "Short Ends and Leader", un blog de cine por Bill Gibron.
- "Graphically Speaking", dedicado a las historietas y la ficción gráfica, editado por shathley Q.
- "Notes from the Road", cobertura de eventos en vivo, editado por Kevin Pearson.
- "Re:Print", discusión de libros, editado por Nikki Tranter.